# 馮翊郡
馮翊郡（ひょうよく-ぐん）は、中国にかつて存在した郡。三国時代から唐代にかけて、現在の陝西省西安市および渭南市一帯に設置された。

## 魏晋および北魏の馮翊郡
漢代の左馮翊を前身とする。三国の魏のとき、馮翊郡が立てられた。馮翊郡は雍州に属した。
晋のとき、馮翊郡は臨晋・下邽・重泉・頻陽・粟邑・蓮勺・郃陽・夏陽の8県を管轄した。
北魏のとき、馮翊郡は高陸・頻陽・万年・蓮勺・広陽・鄣の6県を管轄した。

## 僑置馮翊郡
南北朝時代、馮翊郡の本土が敵対する王朝の統治下にあったとき、僑郡の馮翊郡が置かれた。

### 雍州の馮翊郡
429年（南朝宋の元嘉6年）、馮翊郡が置かれた。はじめ襄陽に郡治が置かれ、後に鄀に移された。南朝宋の馮翊郡は雍州に属し、鄀・高陸の2県を管轄した。南朝斉のとき、馮翊郡は鄀・蓮勺・高陸の3県を管轄した。

### 秦州の馮翊郡
425年（南朝宋の元嘉2年）、三輔の流民を漢中に集めて、馮翊郡が僑置された。南朝宋の馮翊郡は秦州に属し、蓮勺・頻陽・下邽・高陸・万年の5県を管轄した。南朝斉の馮翊郡は蓮勺・頻陽・下邽・高陸・万年の5県を管轄した。

### 西郢州の馮翊郡
東魏のとき、馮翊郡の本土が西魏の統治下にあったことから、西郢州の下に馮翊郡が置かれた。東魏の馮翊郡は山陽・彭城・城・建安の4県を管轄した。

## 隋の馮翊郡
487年（太和11年）に北魏によって立てられた華州を前身とする。西魏のとき、華州は同州と改称された。
607年（大業3年）、隋により州が廃止されて郡が置かれると、同州は馮翊郡と改称された。馮翊郡は馮翊・韓城・郃陽・朝邑・澄城・蒲城・下邽・白水の8県を管轄した。
618年（武徳元年）、唐により馮翊郡は同州と改められた。742年（天宝元年）、同州は馮翊郡と改称された。758年（乾元元年）、馮翊郡は同州と改称され、馮翊郡の呼称は姿を消した。